# César Mansanelli
César Osvaldo Mansanelli (Córdoba, 26 agosto 1980) è un ex calciatore argentino, di ruolo centrocampista.

## Caratteristiche tecniche
È un esterno sinistro di centrocampo.